# モデナ県

モデナ県
Provincia di Modena

モデナ県（モデナけん、イタリア語: Provincia di Modena）は、イタリア共和国エミリア＝ロマーニャ州に属する県。県都はモデナ（モーデナ）。

## 地理

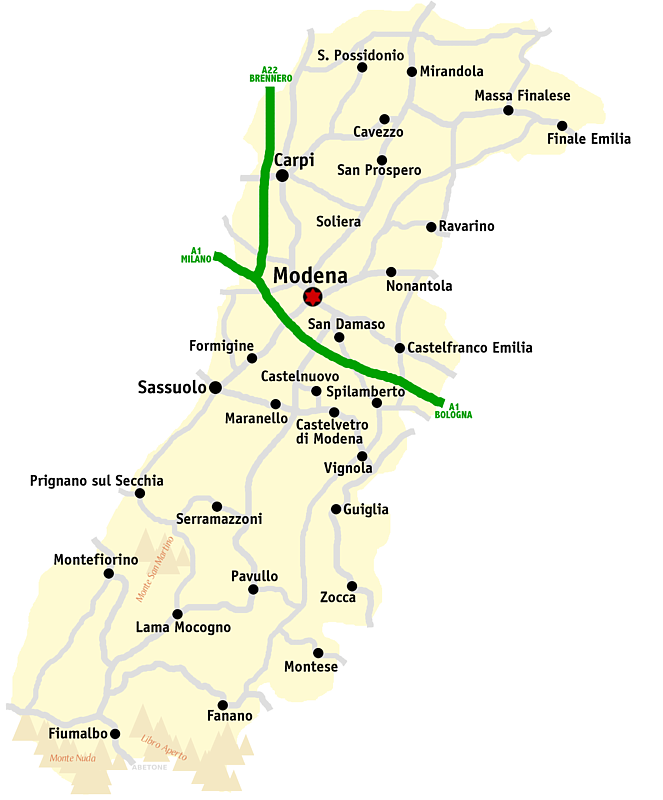
モデナ県

### 位置・広がり
東西に長いエミリア＝ロマーニャ州の中部に位置する県である。県の形状は東北―西南に細長い。県都モデナは、県域の中央やや北寄りに位置しており、州都ボローニャから北西へ約38km、ヴェローナから南へ約88km、ヴェネツィアから南西へ約142km、ミラノから南東へ約164kmの距離にある。
隣接する県は以下の通り。
- マントヴァ県（ロンバルディア州） - 北
- フェラーラ県 - 北東
- ボローニャ県 - 東
- ピストイア県（トスカーナ州） - 南
- ルッカ県（トスカーナ州） - 南西
- レッジョ・エミリア県 - 西

### 地勢
県の南部はアペニン山脈に連なる山地であり、北部はポー川流域のポー平原である。県域には、セッキア川やパーナロ川など、アペニン山脈に源を発するポー川の支流が流れる。

### 県内の地域と主要な都市
2001年に行われた居住地区（Località abitata）別人口統計によれば、人口1万人以上の都市は以下の通り。（　）内は所属コムーネ（自治体）名を示すが、都市名と同一の場合は省いた。
- モデナ - 156,717人
- カルピ・チェントロ （カルピ市） - 49,658人
- サッスオーロ - 36,828人
- フォルミージネ - 23,474人
- ヴィニョーラ - 19,739人
- フィオラーノ （フィオラーノ・モデネーゼ市） - 15,502人
- ミランドラ - 15,414人
- カステルフランコ・エミーリア - 14,138人

最多の人口を持つ都市は県都モデナである。モデナは県域の中央やや北寄りに位置しており、サッチア川とパナロ川に挟まれている。
県内には人口1万人を越えるコムーネが18あるが、その多くはモデナ周辺に所在する。モデナに次ぐ人口を持つのは、モデナの北北西約15kmに位置するカルピである。
モデナの西南には、サッスオーロ、フォルミージネなどの町がある。フェラーリの本拠地があることで知られるマラネッロもこの地域にある。
なお、同じく高級自動車メーカーであるランボルギーニの本社のあるサンターガタ•ボロニェーゼ（ボローニャ県）は、マラネッロから北東へ約26kmの距離にある。
また、モデナの東南にはカステルフランコ・エミーリアがある。
県北部にはミランドラがある。県南部の山間部では、パヴッロ・ネル・フリニャーノが最多の人口を持つ。
- モデナ
- サッスオーロ

## 行政区画
モデナ県には47のコムーネが属する。主要なコムーネ（人口上位10位）は下表の通り。左端の数字はISTATコードを示す。人口は2023年1月1日現在。
右の地図中の番号は、コムーネのISTATコード下3桁を示す。下表に掲げた主要なコムーネのうち、地図中に名称を記さなかったものについては、番号を太字で示した。
| コード | 自治体名                     | 人口    |
| ------ | ---------------------------- | ------- |
| 036023 | モデナ                       | 184,836 |
| 036005 | カルピ                       | 72,013  |
| 036040 | サッスオーロ                 | 40,830  |
| 036015 | フォルミージネ               | 34,506  |
| 036006 | カステルフランコ・エミーリア | 33,144  |
| 036046 | ヴィニョーラ                 | 25,899  |
| 036022 | ミランドラ                   | 24,233  |
| 036030 | パヴッロ・ネル・フリニャーノ | 18,140  |
| 036019 | マラネッロ                   | 17,329  |
| 036013 | フィオラーノ・モデネーゼ     | 16,880  |

## 産業・経済
県都モデナから南へ4kmほどに位置するマラネッロ（マラネロ）には、世界的に著名な高級自動車メーカーフェラーリの本社がある。
県北部のミランドラ周辺には、医療機器メーカーが集積している（ミランドラ参照）。

## スポーツ

### サッカー
県内に本拠を置くプロサッカークラブとしては以下がある。所属リーグは2012-13シーズン現在。
- モデナFC （モデナ） - セリエB（2部リーグ）
- USサッスオーロ・カルチョ （サッスオーロ） - セリエA
- カルピFC （カルピ） - レガ・プロ1（3部リーグ）

## 人物

### 著名な出身者
- ピコ・デラ・ミランドラ  - 15世紀（ルネサンス期）の人文学者。ミランドラ生まれ。
- エンツォ・フェラーリ - 20世紀の実業家、フェラーリ創業者。モデナ生まれ。
- ルチアーノ・パヴァロッティ - 20世紀のオペラ歌手。モデナ生まれ。
- フランコ・ネロ - 俳優。サン・プロスペロ生まれ。
- ウォルター・ヴィラ - 1970年代に活躍したオートバイレーサー。カステルヌオーヴォ・ランゴーネ生まれ。
- カテリーナ・カゼッリ - 歌手、音楽プロデューサー。サッスオーロ生まれ。
- ルカ・トーニ - サッカー選手。パヴッロ・ネル・フリニャーノ生まれ。